# Останній американець (роман)
«Останній американець» (англ. The Last American) — короткий роман історії майбутнього від американського письменника Джона Амеса Мітчелла (1845—1918). Вперше опублікований 1889 року.

## Сюжет
Роман написаний у вигляді вигаданого журналу перського адмірала Хана-Лі, який знову відкрив Америку у 2951 році, перепливши через Атлантику. Світ був спустошений кліматичними змінами, коли температура змінювалася від спеки до морозу впродовж доби. Цивілізація у цій частині земної кулі лише почала технологічно відновлюватися (до рівня 1889 року).
Експедиція Хана-Лі прибуває до руїн Нью-Йорка на вітрильнику. Місто заросло деревами, але вулиці та навіть вивіски на магазинах збереглися. Мандрівники сприймають напис «Крамниця» (A storehouse) за назву храму якогось божества Астора (Astor house). Потім вони досліджують руїни біржі. Перси знають про багато пристроїв давнини, але не розуміють як вони працюють і описують їх у своєрідній манері. Наприклад, локомотиви називають «будинками на колесах», а електричні лампи «штучними Місяцями». Вони знаходять труп жінки, зазначаючи, що «варварського звичаю» ховати мерців у землі більше не існує.
Оглядаючи залишки споруд, перси дивуються знахідці монумента Вашингтона, сприйнявши його за свідчення завоювання Америки єгиптянами. Статую індіанця вони трактують як ідола. Хан-Лі наводить кумедну реконструкцію жителів Нью-Йорка.
В залишках Капітолія перси зустрічають чоловіка та дівчинку. Між ними та чоловіком стається бійка, в якій «останній американець» гине. Хан-Лі дорогою додому описує, що передасть череп «останнього американця» до музею.

## Видання 1893 року
Видання 1893 року — це невелика книжка з твердою палітуркою та з 78-ма пронумерованими сторінками. Це проілюстровано переважно на піваркуша, решту ж місця займає текст, також є декілька повних сторінок, поряд з «половинчатими» сторінками. На одній з них показано реконструйовану сцену вулиці з «костюмами та манерою їзди … взятими з металевих пластин, які тепер [знаходяться] в Тегеранському музеї»; що по суті є газетна реклама в друкарні. Інший експонат, «Дерев'яний Бог» — це сигарний магазин індіанців; «Руїни Великого храму» показуються як спустошена будівля Капітолія.

## Аналіз
Книга — це, з одного боку, сатиричний погляд на способи життя та звичаї в Сполучених Штатів, відновлені з руїн, а перси намагаються відновити білі плями в історії. Роман також іронізує над підробкою археологічних відкриттів, які робилися в той час. У всіх персів зустрічаються імена виключно мовою фарсі (Ноз-іт-агл — це, наприклад, ім'я історика), і вони часто описують те, що бачать, без особливого здивування.
«Останній американець» входить до групи антиутопічної літератури, яка була опублікована наприкінці XIX століття, разом із «Колоною Цезаря» Ігнатіуса Доннеллі та «Кінцем Нью-Йорка» Парка Бенджаміна-молодшого.
«Останній американець» міг бути написаний під впливом «Перських листів» Монтеск'є. Своєю чергою, книга, можливо, послугувала «заготовкою» для «Мавпи та сутність» Олдоса Гакслі.